# Dysoxylum hapalanthum
Dysoxylum hapalanthum är en tvåhjärtbladig växtart som beskrevs av Hermann August Theodor Harms. Dysoxylum hapalanthum ingår i släktet Dysoxylum och familjen Meliaceae. Inga underarter finns listade i Catalogue of Life.